# Rhyne Williams
Rhyne Williams (* 22. März 1991 in Knoxville, Tennessee) ist ein US-amerikanischer Tennisspieler.

## Karriere
Williams spielt seit Mitte 2012 hauptsächlich auf der ATP Challenger Tour, da er mit guten Leistungen und einigen Siegen auf der ITF Future Tour seine Weltranglistenposition verbessern konnte. So konnte er im August 2012 an der Qualifikation für die US Open 2012 teilnehmen und schaffte sogar den Einzug ins Hauptfeld des Turniers. In der ersten Runde unterlag er Andy Roddick deutlich in drei Sätzen. Es folgten weitere Turniere auf der Challenger Tour, wobei ein Halbfinaleinzug sein bestes Ergebnis war. Für die Australian Open 2013 erhielt Williams eine Wildcard und traf in der ersten Runde auf Florian Mayer, dem er knapp in fünf Sätzen unterlag. Beim Challenger-Turnier von Dallas erreichte er erstmals ein Einzelfinale dieser Kategorie und gewann dieses gegen seinen Landsmann Robby Ginepri in zwei Sätzen.

## Erfolge
| Legende (Anzahl der Siege)  |
| Grand Slam                  |
| ATP World Tour Finals       |
| ATP World Tour Masters 1000 |
| ATP World Tour 500          |
| ATP World Tour 250          |
| ATP Challenger Tour (3)     |

### Einzel

#### Turniersiege
| Nr. | Datum           | Turnier | Belag     | Finalgegner   | Ergebnis |
| --- | --------------- | ------- | --------- | ------------- | -------- |
| 1.  | 9. Februar 2013 | Dallas  | Hartplatz | Robby Ginepri | 7:5, 6:3 |

### Doppel

#### Turniersiege
| Nr. | Datum            | Turnier    | Belag     | Partner         | Finalgegner                   | Ergebnis          |
| --- | ---------------- | ---------- | --------- | --------------- | ----------------------------- | ----------------- |
| 1.  | 4. Februar 2012  | Sacramento | Hartplatz | Tennys Sandgren | Devin Britton Austin Krajicek | 4:6, 6:4, [12:10] |
| 2.  | 13. Oktober 2013 | Tiburon    | Hartplatz | Austin Krajicek | Bradley Klahn Rajeev Ram      | 6:4, 6:1          |

#### Finalteilnahmen
| Nr. | Datum         | Turnier | Belag | Partner     | Finalgegner                          | Ergebnis          |
| --- | ------------- | ------- | ----- | ----------- | ------------------------------------ | ----------------- |
| 1.  | 15. Juli 2013 | Newport | Rasen | Tim Smyczek | Nicolas Mahut Édouard Roger-Vasselin | 7:64, 2:6, [5:10] |